# Пёстрая неясыть
Пёстрая неясыть, или полосатая неясыть (лат. Strix varia) — североамериканский вид сов. Обитает в лесах. Издает характерный «призыв», звучащий как «ху-ху-ху-ху-о».

## Описание
Пёстрая неясыть не имеет «ушей», глаза чёрные. На груди выделяется большое жабо, начинающееся непосредственно под клювом. На брюхе имеются коричневые полосы. Длина составляет примерно 35 см, размах крыльев 85 см.

## Питание
Пёстрая неясыть питается мышами, полёвками и другими мелкими грызунами, не пренебрегает также птицами, насекомыми, лягушками и рыбами.

## Размножение
Ранней весной птицы высиживают 2—3 белых яйца в течение 28 дней. Птенцы становятся самостоятельными через 4—5 недель, остаются, однако, ещё от 1 до 2 недель поблизости от гнезда. Продолжительность жизни птиц свыше 20 лет.

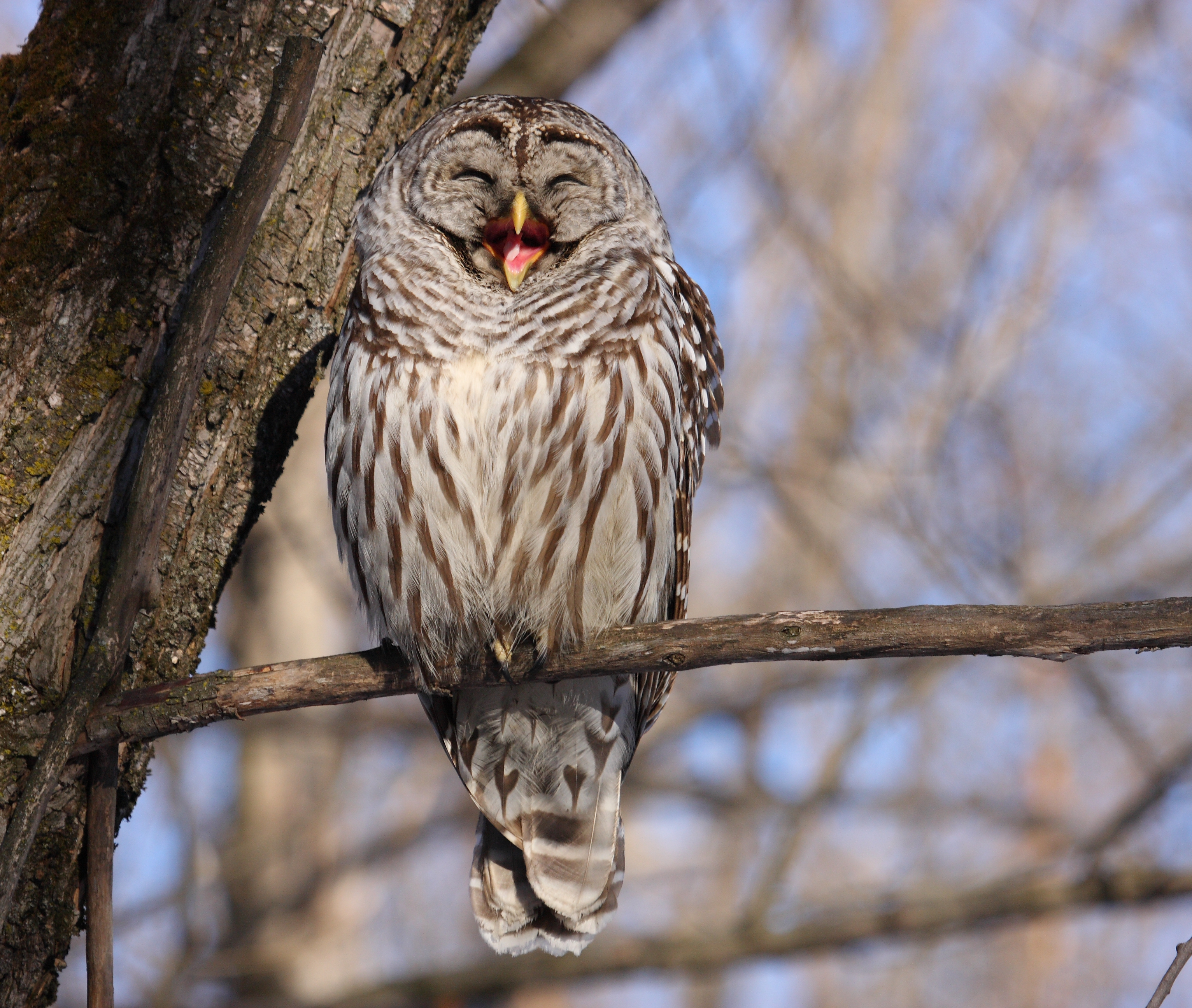
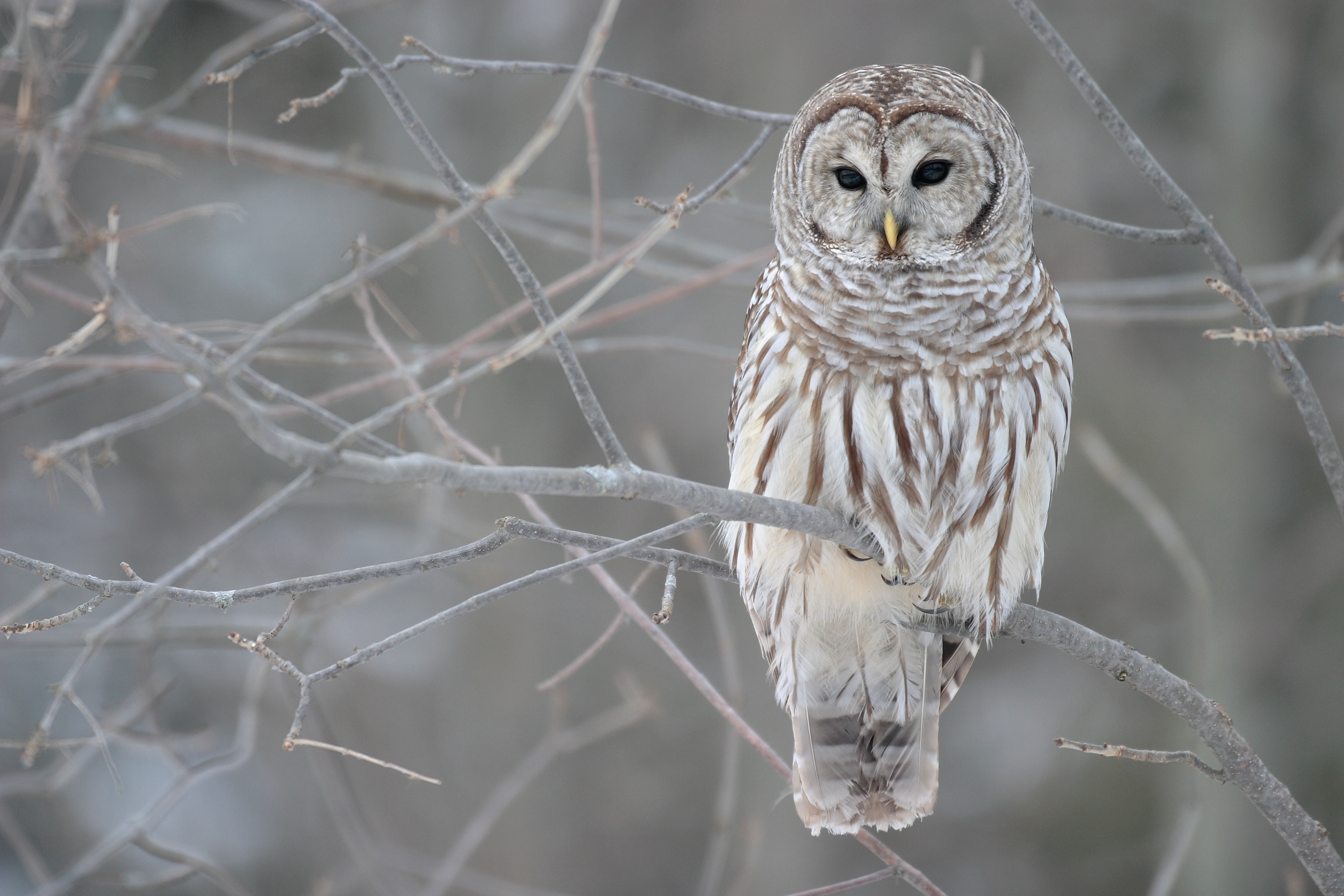